# 717
717 је била проста година.

## Догађаји
- 25. март – Смењен је цар Теодосије III после владавине од 1 године и 10 месеци. Наследио га је 32-годишњи Лав III Исавријанац, генерал (стратегос) Анатоличке теме (савремена Турска). Теодосије и његов син ступају у свештенство, а он постаје епископ Ефески. Лав доводи до краја двадесетогодишње анархије у Византијском царству, која означава почетак такозване Исавријске династије.
- Византијско-арапски ратови: Муслимански генерал Маслама ибн Абд ал-Малик води своју војску од 80.000 људи из Пергама у Абидос, где прелази Хелеспонт. Да би спречио мешање Бугара, или било које византијске снаге у Тракији, он шаље део своје војске на положај за покривање близу Адријанопоља; са својим главним снагама, Маслама гради опсадне линије да би блокирао Цариград, који је заштићен масивним Теодосијевим зидинама.
- 15. август – Опсада Цариграда (717—718): Маслама започиње комбиновани копнени и морски напор да заузме Цариград. Главни град контролише Босфор, приступ између Средоземног и Црног мора, и брани га гарнизон од око 25.000 људи. Лав III Исавријанац наређује да се житнице попуне и поставе опсадне машине. Арапски опсадници трпе огромне губитке због болести и исцрпљености опсадног рата.
- 1. септембар – Муслиманска армада, која се састоји од 1.800 бродова под командом адмирала Сулејмана, уплови у Мраморно море и баци сидро испод морских зидина Цариграда, да би снабдевала своје снаге на обали. Лав III Исавријанац наређује византијској флоти да изађе из својих заштићених лука уз грчку ватру, запаливши густо збијене муслиманске бродове. Многи бродови су се запалили, док се други сударају пре него што потону.
- Пад – Василије Ономагулос, византијски званичник, проглашава се супарничким царем на Сицилији након што је стигла вест да је Цариград пао под арапску опсаду. Лав III шаље хартуларија по имену Павле, са царским упутствима за византијску војску на острво. Василије је ухапшен и погубљен; његова глава је послата Лаву, док су остали побуњеници осакаћени и прогнани.
- 21. март – Битка код Винсија: Карло Мартел напада Неустрију и побеђује снаге краља Хилерика II код Винсија, близу Камбреја. Он прогони њега и његовог градоначелника палате Рагенфрида до Париза, пре него што се вратио да би се обрачунао са својом маћехом Плектрудом у Келну, како би предао половину богатства свог покојног оца Пипина од Херстала. Карло дозвољава и Плектруди и његовом нећаку Теудоалдуда живе  и обавезује је да прихвати његов суверенитет.
- Карло Мартел учвршћује своју власт, проглашава Клотера IV за краља Аустразије у супротности са Хипериком и смењује Ригоберта, епископа Ремса, замењујући га Милом. Он креће против Радбода, краља (или војводе) Фризијанаца, и гура га назад на своју територију (касније део Холандије). Карло шаље Саксонце назад преко реке Везер и обезбеђује границу на Рајни - у име Клотера.
- Паоло Лусио Анафесто умире после 20-годишње владавине, а наследио га је Марчело Тегалијано као други дужд Млетачке Републике.
- Калиф Сулејман ибн Абд ал-Малик умире након двогодишње владавине, а наследио га је његов рођак Омар II. Током своје владавине одобрава пореско ослобођење и покушава да реорганизује финансије Омајада.
- Муслиманска експедиција под вођством Ал-Хура ибн Абд ал-Рахмана ал-Такафија прешла је Пиринеје на територију Аквитаније, предводећи малу групу напада у Септиманију (Јужна Француска).
- 24. децембар – Разорни земљотрес, са шестомесечним накнадним потресима, погодио је Сирију и Месопотамију.
- Нехтан Мак Дер-Илеј, краљ Пикта, протерује монахе са острва Јона (Шкотска).